# Veľké Bierovce
Veľké Bierovce (maďarsky Nagybiróc) jsou obec na Slovensku v okrese Trenčín. Žije zde 701 obyvatel. První písemná zmínka o obci pochází z roku 1332. V obci je římskokatolický kostel svatého Vendelína.